# Coudun
Coudun – miejscowość i gmina we Francji, w regionie Hauts-de-France, w departamencie Oise.
Według danych na rok 1990 gminę zamieszkiwało 946 osób, a gęstość zaludnienia wynosiła 91 osób/km² (wśród 2293 gmin Pikardii Coudun plasuje się na 306. miejscu pod względem liczby ludności, natomiast pod względem powierzchni na miejscu 424.).